# Errico Berardi
Errico Berardi (Aielli, 15 giugno 1801 – L'Aquila, 5 novembre 1862) è stato un patriota e politico italiano.

## Biografia
Dopo aver compiuto gli studi a L'Aquila e a Chieti, si trasferisce a Napoli, dove si iscrive alla facoltà di giurisprudenza. Compromesso nei moti del 1820-1821, le autorità borboniche lo confinano nel suo paese natio fino al 1825. In tale anno ottiene di poter tornare ai propri studi, laureandosi due anni dopo e dedicandosi alla professione di avvocato.
Nel 1855, a seguito di alcuni rivolgimenti politici legati alla guerra di Crimea e ad alcune rivolte nello Stato Pontificio, viene arrestato e subisce una detenzione di durata imprecisata.
Tornato in libertà, può riprendere la professione, seppure sotto il controllo e la persecuzione della polizia. Nel 1849, a seguito dell'aumento della repressione dei moti del 1848, è costretto all'esilio a Firenze, dove resta fino alla caduta del Regno delle Due Sicilie.
Nel 1861 viene eletto deputato al Parlamento del Regno d'Italia per il collegio di Pescina.
Muore all'Aquila nel 1862.